# Прохоров, Владимир Николаевич
Владимир Николаевич Прохоров (4 августа 1947, Ярцево — 7 августа 2002, Смоленск) — российский политический деятель, вице-губернатор Смоленской области, жертва громкого заказного убийства.

## Биография

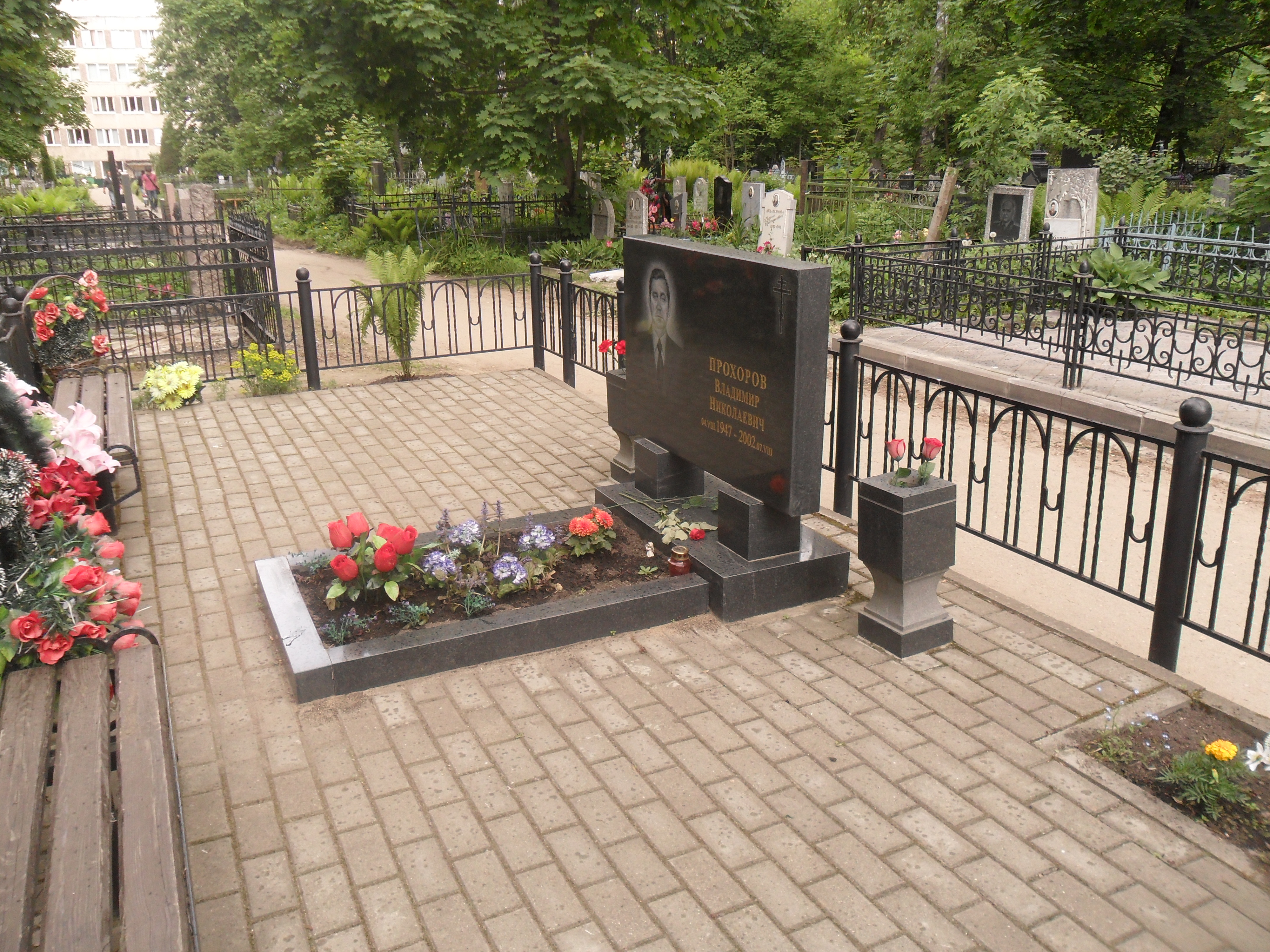
Могила Прохорова на Братском кладбище Смоленска.

Владимир Прохоров родился 4 августа 1947 года в городе Ярцево Смоленской области. С 1966 года он работал на Ярцевском хлопчатобумажном комбинате. Впоследствии находился на советских и партийных должностях. В течение пяти лет Прохоров был первым секретарём Демидовского районного комитета КПСС. В 1988—1991 годах он занимал должность председателя исполкома Смоленского горсовета народных депутатов, в 1991—1993 годах — первого заместителя мэра Смоленска.  В 1993—1997 годах он был заместителем, затем первым заместителем главы администрации Смоленской области Анатолия Глушенкова. Когда губернатором Смоленской области стал Александр Прохоров, Владимир Прохоров был снят с последнего поста.С 1998 по 2002 год Прохоров являлся руководителем Смоленского областного отделения Российской транспортной инспекции — главным государственным транспортным инспектором. В мае 2002 года Прохоров был назначен первым заместителем главы администрации Смоленской области Виктора Маслова. Незадолго до этого своего назначения Прохоров возглавлял предвыборный штаб Маслова.
По некоторым данным, в мае-августе 2002 года Прохоров фактически вёл всю работу за Маслова, который никак не мог войти в курс дел. В его ведении в тот период находились кадровые вопросы, распределение заказов на строительство трубопровода «Ямал-Европа», проходивший через Смоленскую область, а также ряд других ключевых вопросов. При Прохорове в администрацию Смоленской области стали возвращаться его старые соратники, с которыми он работал ещё при Глушенкове.

### Убийство
7 августа 2002 года Прохоров был застрелен у своего дома № 21 по улице 3-я линия Красноармейской слободы. Когда утром он вышел из дома и направился пешком на работу, приблизительно в 50 метрах от подъезда из кустов по нему открыл огонь неизвестный. Убийца сделал пять (по другим данным — шесть) выстрелов, три из них попали в цель. От полученных ранений Прохоров скончался на месте. Находившаяся вместе с ним его жена не пострадала. Впоследствии она рассказала, что видела, как из кустов выбежал мужчина, который скрылся за расположенными неподалёку домами.
Убийство так и не было раскрыто. По предположениям Газета.Ру, к нему могла иметь отношение организованная преступная группировка, возглавляемая Алексеем Конаревым, которая в то время активно участвовала в криминальном переделе Смоленска. Губернатор Смоленской области Виктор Маслов заявил, что убийство Прохорова — следствие победы его блока на выборах в мае 2002 года.
Похоронен на Братском кладбище Смоленска.